# Spartaki Tbilisi
SK Spartaki Tbilisi (gruz. სკ სპარტაკი თბილისი) – gruziński klub piłkarski z siedzibą w Tbilisi.

## Historia
Chronologia nazw:
- 1946—1947: Krylja Sowietow Tbilisi (ros. «Крылья Советов» Тбилиси)
- 1948—198?: Spartak Tbilisi (ros. «Спартак» Тбилиси)
- 2002—2003: Spartaki Tbilisi
- 2003—2004: Spartaki-Lazika Zugdidi
- 2004—...: Spartaki Tbilisi

Klub został założony w 1946 jako Krylja Sowietow Tbilisi. W 1946 zespół debiutował w Trzeciej Grupie, strefie zakaukaskiej Mistrzostw ZSRR. Zajął pierwsze miejsce w strefie a potem w turnieju finałowym zdobył awans do Drugiej Grupy, strefy zakaukaskiej. W 1948 zmienił nazwę na Spartak Tbilisi, a w 1949 roku zdobył awans do Klasy A, w której występował w latach 1950-1951.
Potem występował w rozgrywkach lokalnych. Jedynie w 1953 startował w Klasie B i w 1977 w Drugiej Lidze, strefie 4. W latach 80. XX wieku został rozformowany.
W 2002 klub został reaktywowany jako Spartaki Tbilisi. W sezonie 2002/03 debiutował w Pirveli Liga. W 2003 odbyła się fuzja z klubem Lazika Zugdidi, który awansował z Pirveli Liga. Klub pod nazwą Spartaki-Lazika Zugdidi startował w najwyższej lidze, ale zajął 11 miejsce i spadł z powrotem do Pirveli Liga. Fuzja rozpadła się i klub przywrócił pierwotną nazwę. W sezonie 2004/05 zajął 3 miejsce, ale przez rozszerzenie najwyższej klasy startował w 2005/06 w Umaglesi Liga. Powrót był nieudany, ostatnie miejsce i powrót do 2 ligi. Po zakończeniu sezonu 2006/07 zajął 17 miejsce i spadł do Meore Liga.

## Sukcesy
- Klasa A ZSRR:
  - 9 miejsce: 1950
- Puchar ZSRR:
  - 1/16 finalista: 1951
- Mistrzostwo Gruzji:

11 miejsce: 2003/04
- Puchar Gruzji:

ćwierćfinalista: 2002/03